# Marion Beaujean
Marion Beaujean (* 16. Januar 1932 in Dortmund; † 10. November 2004 in Bonn) war eine deutsche Bibliothekarin.

## Leben
Marion Beaujean wurde 1932 als Tochter des Musikwissenschaftlers Josef Beaujean und der Belgierin Martha Margarete Maria Jobs geboren. Sie studierte Germanistik, Geschichte, Kunstgeschichte und Philosophie an den Universitäten in Bonn und Freiburg, unterbrach das Studium aber 1954 und begann daraufhin eine Ausbildung zur Bibliothekarin am Kölner-Bibliothekar-Lehrinstitut, die sie 1957 mit dem Examen abschloss. Ihre Anstellung bei der Stadtbibliothek Köln ermöglichte ihr 1958 die Fortsetzung ihres Studiums an der Universität zu Köln, an der sie 1963 mit der Dissertation Der Trivialroman in der zweiten Hälfte des 18. Jahrhunderts. Die Ursprünge des modernen Unterhaltungsromans promoviert wurde.
Nach kurzer Tätigkeit an der Universitätsbibliothek Bochum und der Stadtbücherei Gelsenkirchen wechselte Marion Beaujean an die Stadtbibliothek Hannover, wo sie ab 1964 in leitender Position tätig war. Im Bibliothekswesen engagierte sie sich bundesweit von 1973 bis 1976 als Herausgeberin der Fachzeitschrift BuB sowie im Deutschen Bibliotheksverband. Im Jahre 1980 wurde sie als Nachfolgerin von Jürgen Eyssen Leitende Bibliotheksdirektorin in Hannover. Sie erwarb sich besondere Verdienste bei der Bildung der Lektoratskooperation, der bibliothekarischen Berufsausbildung, der EDV-Einführung und der verbalen und klassifikatorischen Sacherschließung. 1994 wurde sie in den Ruhestand verabschiedet.
Marion Beaujean starb im Jahre 2004.

## Werke (Auswahl)
- Der Trivialroman in der zweiten Hälfte des 18. Jahrhunderts. Die Ursprünge des modernen Unterhaltungsromans. Abhandlungen zur Kunst-, Musik- und Literaturwissenschaft, Band 22. Bouvier, Bonn 1964.
- Kitsch, Stadtbibliothek Hannover, 1968.
- Zukunfts- und Friedensforschung, StB Hannover, 1970.
- Scherz, Satire, Ironie und tiefere Bedeutung, StB Hannover, 1970.
- Trivialliteratur, StB Hannover, 1976.
- Erzählende Prosa der Goethe-Zeit, 2 Bände, Gerstenberg-Verlag, Hildesheim 1979.
- Umgeben von heiligen Bergen: Navajo Geschichten und Erfahrungen über das Land, zusammen mit Sam und Janet Bingham, 1985.
- Liebe, Tugend und Verbrechen: Unterhaltungsliteratur des 18. Jahrhunderts, Winkler, Bochum 1987.
- Helmut Seehausen. Exlibristen, Frederikshavn 1988.